# Amazona diademada
L'amazona diademada (Amazona diadema) és una espècie d'ocell de la família dels psitàcids que habita boscos del nord-oest del Brasil amazònic, entre el  riu Negro i el riu Solimões.
Antany es considerava com una subespècie aïllada de l'amazona galtagroga (Amazona autumnalis), una espècie molt estesa a Sud-amèrica; les diferències en el plomatge són lleus i l'anàlisi molecular podria demostrar que el seu estatut d'espècie no està segur.